# Хорлешть (Редіу, Ясси)
Хорлешть, Хорлешті (рум. Horlești) — село у повіті Ясси в Румунії. Входить до складу комуни Редіу.
Село розташоване на відстані 330 км на північ від Бухареста, 14 км на північний захід від Ясс.

## Населення
За даними перепису населення 2002 року у селі проживала 961 особа, усі — румуни. Усі жителі села рідною мовою назвали румунську.